# Kumara (Nueva Zelanda)
Kumara es una localidad costera ubicada en la región de West Coast, en la Isla Sur en Nueva Zelanda. Permanece a 30 kilómetros al sur de Greymouth, la ciudad más importante de la costa oeste, cerca del extremo de la Carretera Estatal 73 que conduce a Christchurch a través del Paso de Arthur. Durante la década de 1870, Kumara fue una de las principales localidades del país dedicadas a la extracción de oro. Desde aquellos días, la población ha disminuido constantemente hasta llegar a 300 habitantes.
Kumara es la ciudad natal del destacado político Richard Seddon, que fue primer ministro de Nueva Zelanda desde 1893 hasta su muerte, en 1906.
En 1979, la Unión Astronómica Internacional aprobó poner el nombre de la población a un cráter del planeta Marte, conocido como Kumara